# Список космических запусков СССР в 1968 году
Список космических запусков СССР в 1968 году
| Дата        | Ракета-носитель | Полезная нагрузка (тип)   | Космодром / Стартовый комплекс | SCD/NSSDC ID      | Результат                                           |
| ----------- | --------------- | ------------------------- | ------------------------------ | ----------------- | --------------------------------------------------- |
| 16 января   | Восход          | Космос-199 (Зенит-2)      | Плесецк 41/1                   | 03099 / 1968-003A | Успех                                               |
| 19 января   | Космос-3М       | Космос-200 (Целина-О)     | Плесецк 132/2                  | 03100 / 1968-006A | Успех                                               |
| 6 февраля   | Восход          | Космос-201 (Зенит-4)      | Байконур Пл. 31                | 03118 / 1968-009A | Успех                                               |
| 7 февраля   | Молния-М        | Е-6ЛС                     | Байконур Пл. 1                 |                   | Неудача                                             |
| 20 февраля  | Космос-2        | Космос-202 (ДС-У2-В № 4)  | Капустин Яр 86/4               | 03128 / 1968-010A | Успех                                               |
| 20 февраля  | Космос-3М       | Космос-203 (Сфера)        | Плесецк 132/2                  | 03129 / 1968-011A | Успех                                               |
| 2 марта     | Протон-К        | Зонд-4 (7К-Л1)            | Байконур 81/23                 | 03134 / 1968-013A | Успех                                               |
| 5 марта     | Космос-2        | Космос-204 (ДС-П1-И № 3)  | Плесецк 133/1                  | 03139 / 1968-015A | Успех                                               |
| 5 марта     | Восход          | Космос-205 (Зенит-2)      | Плесецк 41/1                   | 03140 / 1968-016A | Успех                                               |
| 6 марта     | Космос-2        | ДС-У1-Я № 1               | Капустин Яр 86/4               |                   | Неудача                                             |
| 14 марта    | Восток-2М       | Космос-206 (Метеор)       | Плесецк 41/1                   | 03150 / 1968-019A | Успех                                               |
| 16 марта    | Восход          | Космос-207 (Зенит-4)      | Плесецк 41/1                   | 03154 / 1968-021A | Успех                                               |
| 21 марта    | Восход          | Космос-208 (Зенит-2М)     | Байконур Пл. 1                 | 03156 / 1968-022A | Успех                                               |
| 22 марта    | Циклон-2А 11К67 | Космос-209 (УС-П)         | Байконур 90/19                 | 03158 / 1968-023A | Успех                                               |
| 3 апреля    | Восход          | Космос-210 (Зенит-2)      | Плесецк 41/1                   | 03168 / 1968-024A | Успех                                               |
| 7 апреля    | Молния-М        | Луна-14 (Е-6ЛС)           | Байконур Пл. 1                 | 03178 / 1968-027A | Успех                                               |
| 9 апреля    | Космос-2        | Космос-211 (ДС-П1-Ю № 13) | Плесецк 133/1                  | 03181 / 1968-028A | Успех                                               |
| 14 апреля   | Союз            | Космос-212 (Союз 7К-ОК)   | Байконур Пл. 31                | 03183 / 1968-029A | Успех                                               |
| 15 апреля   | Союз            | Космос-213 (Союз 7К-ОК)   | Байконур Пл. 1                 | 03193 / 1968-030A | Успех                                               |
| 18 апреля   | Восход          | Космос-214 (Зенит-4)      | Плесецк 41/1                   | 03203 / 1968-032A | Успех                                               |
| 18 апреля   | Космос-2        | Космос-215 (ДС-У1-А № 1)  | Капустин Яр 86/4               | 03205 / 1968-033A | Успех                                               |
| 20 апреля   | Восход          | Космос-216 (Зенит-2)      | Байконур Пл. 31                | 03207 / 1968-034A | Успех                                               |
| 21 апреля   | Молния-М        | Молния-1-08 (Молния-1+)   | Байконур Пл. 1                 | 03209 / 1968-035A | Успех                                               |
| 23 апреля   | Протон-К        | Зонд-5А (7К-Л1)           | Байконур 81/24                 |                   | Неудача                                             |
| 24 апреля   | Циклон-2А 11К67 | Космос-217 (И2М)          | Байконур 90/20                 | 03216 / 1968-036A | Неудача                                             |
| 25 апреля   | Р-36орб         | Космос-218 (ОСБ)          | Байконур 162/36                | 03217 / 1968-037A | Успех                                               |
| 26 апреля   | Космос-2        | Космос-219 (ДС-У2-Д № 2)  | Капустин Яр 86/4               | 03220 / 1968-038A | Успех                                               |
| 7 мая       | Космос-3М       | Космос-220 (Циклон)       | Плесецк 132/2                  | 03229 / 1968-040A | Успех                                               |
| 24 мая      | Космос-3М       | Космос-221 (ДС-П2-Ю № 14) | Капустин Яр 86/4               | 03269 / 1968-043A | Успех                                               |
| 30 мая      | Космос-2        | Космос-222 (ДС-П1-Ю № 12) | Плесецк 133/1                  | 03272 / 1968-044A | Успех                                               |
| 1 июня      | Восход          | Космос-223 (Зенит-2)      | Плесецк 41/1                   | 03274 / 1968-045A | Успех                                               |
| 4 июня      | Восход          | Космос-224 (Зенит-4)      | Байконур Пл. 31                | 03276 / 1968-046A | Успех                                               |
| 4 июня      | Космос-3М       | Сфера                     | Плесецк 132/2                  |                   | Неудача                                             |
| 11 июня     | Космос-2        | Космос-225 (ДС-У1-Ю № 2)  | Капустин Яр 86/4               | 03279 / 1968-048A | Успех                                               |
| 12 июня     | Восток-2М       | Космос-226 (Метеор)       | Плесецк 41/1                   | 03282 / 1968-049A | Успех                                               |
| 15 июня     | Космос-3        | Стрела-2                  | Байконур 41/15                 |                   | Неудача                                             |
| 18 июня     | Восход          | Космос-227 (Зенит-4)      | Байконур Пл. 31                | 03294 / 1968-051A | Успех                                               |
| 21 июня     | Восход          | Космос-228 (Зенит-2М)     | Байконур Пл. 1                 | 03298 / 1968-053A | Успех                                               |
| 26 июня     | Восход          | Космос-229 (Зенит-4)      | Плесецк 41/1                   | 03304 / 1968-054A | Успех                                               |
| 5 июля      | Космос-2        | Космос-230 (ДС-У3-С № 2)  | Капустин Яр 86/4               | 03308 / 1968-056A | Успех                                               |
| 5 июля      | Молния-М        | Молния-1-09 (Молния-1+)   | Байконур Пл. 1                 | 03310 / 1968-057A | Успех                                               |
| 10 июля     | Восход          | Космос-231 (Зенит-2)      | Байконур Пл. 31                | 03316 / 1968-058A | Успех                                               |
| 16 июля     | Восход          | Космос-232 (Зенит-4)      | Плесецк 41/1                   | 03322 / 1968-060A | Успех                                               |
| 18 июля     | Космос-2        | Космос-233 (ДС-П1-Ю № 15) | Плесецк 133/1                  | 03326 / 1968-061A | Успех                                               |
| 21 июля     | Протон-К        | Зонд-5Б (7К-Л1)           | Байконур 81/24 ?               |                   | Неудача                                             |
| 30 июля     | Восход          | Космос-234 (Зенит-4)      | Байконур Пл. 31                | 03332 / 1968-062A | Успех                                               |
| 9 августа   | Восход          | Космос-235 (Зенит-2)      | Байконур Пл. 31                | 03339 / 1968-067A | Успех                                               |
| 27 августа  | Космос-3        | Космос-236 (Стрела-2)     | Байконур 41/15                 | 03347 / 1968-070A | Успех                                               |
| 27 августа  | Восход          | Космос-237 (Зенит-4)      | Плесецк 41/1                   | 03348 / 1968-071A | Успех                                               |
| 28 августа  | Союз            | Космос-238 (Союз 7К-ОК)   | Байконур Пл. 31                | 03351 / 1968-072A | Успех                                               |
| 5 сентября  | Восход          | Космос-239 (Зенит-4)      | Байконур Пл. 31                | 03353 / 1968-073A | Успех                                               |
| 14 сентября | Восход          | Космос-240 (Зенит-2)      | Байконур Пл. 31                | 03388 / 1968-075A | Успех                                               |
| 15 сентября | Протон-К        | Зонд-5 (7К-Л1)            | Байконур 81/23                 | 03394 / 1968-076A | Успех                                               |
| 16 сентября | Восход          | Космос-241 (Зенит-4)      | Плесецк 41/1                   | 03398 / 1968-077A | Успех                                               |
| 20 сентября | Космос-2        | Космос-242 (ДС-П1-И № 4)  | Плесецк 133/1                  | 03414 / 1968-079A | Успех                                               |
| 23 сентября | Восход          | Космос-243 (Зенит-2М)     | Байконур Пл. 1                 | 03418 / 1968-080A | Успех                                               |
| 2 октября   | Р-36орб         | Космос-244 (ОСБ)          | Байконур 161/35                | 03449 / 1968-082A | Успех                                               |
| 3 октября   | Космос-2        | Космос-245 (ДС-П1-Ю № 16) | Плесецк 133/1                  | 03457 / 1968-083A | Успех                                               |
| 5 октября   | Молния-М        | Молния-1-10 (Молния-1+)   | Байконур Пл. 1                 | 03469 / 1968-085A | Успех                                               |
| 7 октября   | Восход          | Космос-246 (Зенит-4)      | Плесецк 41/1                   | 03473 / 1968-087A | Успех                                               |
| 11 октября  | Восход          | Космос-247 (Зенит-2)      | Плесецк 41/1                   | 03484 / 1968-088A | Успех                                               |
| 19 октября  | Циклон-2А 11К67 | Космос-248 (И2М)          | Байконур 90/19                 | 03503 / 1968-090A | Успех                                               |
| 20 октября  | Циклон-2А 11К67 | Космос-249 (И2П)          | Байконур 90/20                 | 03504 / 1968-091A | Успех                                               |
| 25 октября  | Союз            | Союз-2 (Союз 7К-ОК)       | Байконур Пл. 1                 | 03511 / 1968-093A | Успех                                               |
| 26 октября  | Союз            | Союз-3 (Союз 7К-ОК)       | Байконур Пл. 31                | 03516 / 1968-084A | Успех                                               |
| 30 октября  | Космос-3М       | Космос-250 (Целина-О)     | Плесецк 132/2                  | 03526 / 1968-095A | Успех                                               |
| 31 октября  | Восход          | Космос-251 (Зенит-4М)     | Байконур Пл. 1                 | 03528 / 1968-096A | Успех                                               |
| 1 ноября    | Циклон-2А 11К67 | Космос-252 (И2П)          | Байконур 90/20                 | 03530 / 1968-097A | Успех                                               |
| 10 ноября   | Протон-К        | Зонд-6 (7К-Л1)            | Байконур 81/23                 | 03535 / 1968-101A | Успех                                               |
| 13 ноября   | Восход          | Космос-253 (Зенит-2)      | Плесецк 41/1                   | 03542 / 1968-102A | Успех                                               |
| 16 ноября   | Протон-К        | Протон-4 (Протон)         | Байконур 81/24                 | 03544 / 1968-103A | Успех                                               |
| 21 ноября   | Восход          | Космос-254 (Зенит-4)      | Плесецк 41/1                   | 03562 / 1968-104A | Успех                                               |
| 29 ноября   | Восход          | Космос-255 (Зенит-2)      | Плесецк 41/1                   | 03574 / 1968-105A | Успех                                               |
| 30 ноября   | Космос-3М       | Космос-256 (Сфера)        | Плесецк 132/2                  | 03576 / 1968-106A | Успех                                               |
| 3 декабря   | Космос-2        | Космос-257 (ДС-П1-Ю № 17) | Плесецк 133/1                  | 03578 / 1968-107A | Успех                                               |
| 10 декабря  | Восход          | Космос-258 (Зенит-2)      | Байконур Пл. 31                | 03602 / 1968-111A | Успех                                               |
| 14 декабря  | Космос-2        | Космос-259 (ДС-У2-И № 3)  | Капустин Яр 86/4               | 03612 / 1968-113A | Успех                                               |
| 16 декабря  | Молния-М        | Космос-260 (Молния-1+)    | Байконур Пл. 1                 | 03619 / 1968-115A | Частично успешный, КА выведен на нерасчётную орбиту |
| 19 декабря  | Космос-2        | Космос-261 (ДС-У2-ГК № 1) | Плесецк 133/1                  | 03624 / 1968-117A | Успех                                               |
| 26 декабря  | Космос-2        | Космос-262 (ДС-У2-ГФ № 1) | Капустин Яр 86/4               | 03629 / 1968-119A | Успех                                               |

## Статистика
Количество запусков: 80
Успешных запусков: 73
| Ракета-носитель | Число стартов | Неудачи | Примечания |
| --------------- | ------------- | ------- | ---------- |
| Восход          | 29            | 0       |            |
| Космос-2        | 16            | 1       |            |
| Космос-3        | 9             | 2       |            |
| Молния-М        | 6             | 1       |            |
| Протон-К        | 6             | 2       |            |
| Восток          | 2             | 0       |            |
| Циклон          | 5             | 1       |            |
| Союз            | 5             | 0       |            |
| Р-36орб         | 2             | 0       |            |

| Космодром   | Число стартов | Неудачи | Примечания |
| ----------- | ------------- | ------- | ---------- |
| Байконур    | 40            | 5       |            |
| Плесецк     | 31            | 1       |            |
| Капустин Яр | 9             | 1       |            |

## Прочие события
| Дата        | Событие |
| ----------- | --- |
| 5 марта     | Советский космический корабль «Зонд-4» (03134 / 1968-013A) совершил полёт по высокоэллиптической орбите и перешел на траекторию возвращения к Земле. |
| 7 марта     | Советский космический корабль «Зонд-4» (03134 / 1968-013A), совершив полёт по высокоэллиптической орбите, возвратился к Земле. Полет корабля проходил в соответствии с расчетами, однако, на заключительном этапе полета не удалось осуществить двухнырковый маневр входа в атмосферу с приземлением КК на территории СССР. Выяснилось, что корабль должен напрямую войти в атмосферу с большими перегрузками и совершить посадку в Атлантическом океане, где не было советских поисковых кораблей. В связи с этим было принято решение уничтожить корабль. Система подрыва была приведена в действие и корабль взорвался над Гвинейским заливом близ берегов Африки. |
| 27 марта    | При выполнении тренировочного полета в авиационной катастрофе вблизи деревни Новоселово Киржачского района Владимирской области погиб первый в мире космонавт Юрий Алексеевич Гагарин. Вместе с ним в катастрофе погиб инструктор Владимир Серёгин. |
| 10 апреля   | Советская автоматическая межпланетная станция «Луна-14» (03178 / 1968-027A) выведена на орбиту вокруг Луны. |
| 15 апреля   | Осуществлена вторая автоматическая стыковка на орбите двух беспилотных космических кораблей 7К-ОК «Космос-212» (03183 / 1968-029A) и «Космос-213» (03193 / 1968-030A). Совершив в течение нескольких часов полет в состыкованном состоянии, корабли расстыковались и продолжили автономный полет каждый по своей программе. |
| 22 апреля   | В Москве, Вашингтоне и Лондоне состоялось подписание Соглашения о спасении космонавтов, возвращении космонавтов и возвращении объектов, запущенных в космическое пространство. |
| 18 сентября | Советский беспилотный космический корабль «Зонд-5» (03394 / 1968-076A) совершил облет Луны, пройдя на минимальном расстоянии от её поверхности 1960 километров. С расстояния 90 000 километров была произведена съемка Земли с высоким разрешением. |
| 21 сентября | Спускаемый аппарат советского космического корабля «Зонд-5» (03394 / 1968-076A) приводнился в Индийском океане в точке с координатами 32 градуса 38 минут южной широты и 65 градусов 33 минуты восточной долготы. Как и в случае с «Зонд-4» произошел отказ в системе управления при возвращении КК. Корабль вошел в атмосферу по баллистической траектории. Перегрузки при спуске достигали 20g. Приземление аппарата произошло в акватории Индийского океана. Впервые в мире автоматическая станция «Зонд-5», облетев Луну, успешно возвратилась на Землю со второй космической скоростью.                                                                          |
| 27 октября  | Из-за сбоя в работе системы сближения не удалось осуществить стыковку беспилотного космического корабля «Союз-2» (03511 / 1968-093A) и пилотируемого корабля «Союз-3» (03516 / 1968-084A). Корабли сблизились до расстояния нескольких десятков метров, но дальнейшие операции были прекращены из-за вероятности столкновения космических объектов. |
| 28 октября  | На территории СССР совершил посадку спускаемый аппарат беспилотного космического корабля «Союз-2» (03511 / 1968-093A). |
| 30 октября  | В 70 километрах севернее города Караганда совершил посадку спускаемый аппарат пилотируемого космического корабля «Союз-3» (03516 / 1968-084A) с космонавтом Георгием БЕРЕГОВЫМ на борту. Продолжительность полета космонавта составила 3 суток 22 часа 50 минут 45 секунд. |
| 14 ноября   | Советский беспилотный космический корабль «Зонд-6» (03535 / 1968-101A) совершил облет Луны, пройдя на расстоянии 2420 километров от её поверхности, и переведен на траекторию возвращения к Земле. В ходе пролета были сделаны панорамные фотографии лунной поверхности видимой и обратной сторон Луны. |
| 17 ноября   | На территории СССР совершил посадку в заданном районе спускаемый аппарат советского беспилотного космического корабля «Зонд-6» (03535 / 1968-101A). |
| 18 ноября   | Принята на вооружение твердотопливная ракета РТ-2. |
| 1 декабря   | Генеральная конференция Международной авиационной федерации (FAI) приняла решение об учреждении медали Ю. А. Гагарина. |
| 3 декабря   | СССР, США и Великобритания сдали на хранение в Москве, Вашингтоне и Лондоне ратификационные грамоты-соглашения о спасении космонавтов, возвращении космонавтов и возвращении объектов, запущенных в космическое пространство. Тем самым соглашение официально вступило в силу. |